# Spizella
Spizella és un dels gèneres d'ocells, de la família dels passerèl·lids (Passerellidae). Segons la classificació del Congrés Ornitològic Internacional (versió 14.1, 2023), aquest gènere conté 6 espècies:
- Spizella passerina - sit cellablanc.
- Spizella pallida - sit pàl·lid.
- Spizella atrogularis - sit de barbeta negra.
- Spizella pusilla - sit campestre.
- Spizella breweri - sit de Brewer.
- Spizella wortheni - sit de Worthen.